# 李氏 (顺治帝)
佑聖夫人李氏，或作李佳氏，清朝顺治帝幼年時的其中一位乳母。满洲八旗出身，丈夫為满都礼。

## 生平
清朝官方资料记，顺治帝有三位保姆，但皆语焉不详。德国作者魏特引用《汤若望回忆录》称，顺治十六年（1659年），鄭成功北伐率兵围攻南京。顺治帝既惊恐，又暴躁，便举剑砍断御案，声扬要御驾亲征。皇太后布木布泰只好派遣顺治帝乳母出面劝阻。暴怒之下的顺治帝失去理智。对于乳母的苦劝，不仅不听，还想要用剑砍她。乳母慌忙逃走。顺治十七年（1660年）十一月初八，僧人玉林通琇在“西苑、广济两山同时举行孝献皇后仙驭道场，及奉旨为新逝保姆说法”。故当代研究者认为，这位乳母即是在顺治十七年十二月之前逝世的李氏:44—45。
根据顺治十七年（1660年）十二月，顺治帝要求礼部追封李氏的诏书，可知李氏在顺治帝刚出生时，就被選入宫庭，成为他的乳母。1643年，年仅五岁的顺治帝登基，时由攝政王多尔衮摄政。顺治帝与生母布木布泰“分宫而居。每经累月，方得一见。”幸得乳母李氏“竭尽心力。多方保护诱掖。”“即读书明理者、未必过是。此其贤德、今昔罕闻。”顺治帝在她逝世后“深堪悯悼”，想要追封李氏，命令礼部“详察典例、确议具奏。”不過，在次年正月，顺治帝即病逝。她是否获得了正式的追封，无法考证。
顺治帝的孝陵建成后，其夫满都礼奉命守陵，属尽职守。康熙十四年（1675年）十月，康熙帝拜谒孝陵完毕，停留在汤泉行宫，曾赏赐满都礼。康熙六十年（1721年）四月，康熙帝拜谒孝陵时，顺治帝的另一位保姆叶黑勒氏之孙怀诚和李佳氏的儿子喀都礼叩请加恩。康熙帝决定追赠叶黑勒氏为佐圣夫人，李佳氏为佑圣夫人。